# Копан (департамент)
Копа́н (исп. Copán) — один из 18 департаментов Гондураса. Находится в крайней западной части государства. Граничит с департаментами Санта-Барбара, Лемпира, Окотепеке и государством Гватемала.
Административный центр — город Санта-Роса-де-Копан.
Площадь — 3203 км².
Население — 369 700 чел. (2011)
На территории департамента расположен древний город Копан — археологический заповедник цивилизации майя, охраняемый государством объект Всемирного наследия ЮНЕСКО.

## Муниципалитеты

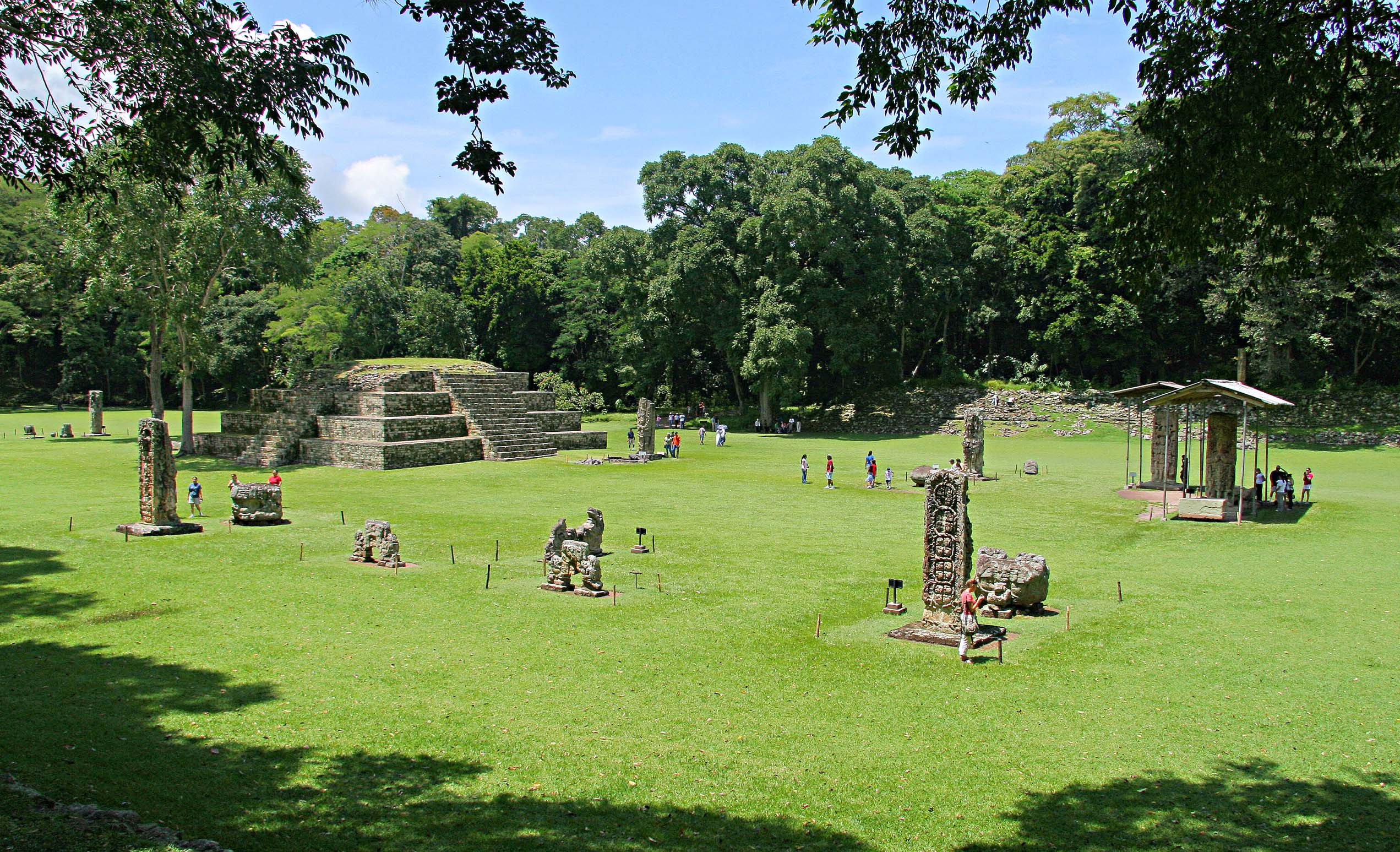
Главная площадь Копана

В административном отношении департамент подразделяется на 23 муниципалитета:
1. Веракрус
2. Долорес
3. Дулси Номбр
4. Кабаньяс
5. Консепсьон
6. Копан Руинас
7. Коркин
8. Кукуйягуа
9. Ла-Хига
10. Ла-Юнион
11. Нуева Аркадия
12. Сан-Агустин
13. Сан-Антонио
14. Сан-Херонимо
15. Сан-Хосе
16. Сан-Хуан-де-Опоа
17. Сан-Николас
18. Сан-Педро-де-Копан
19. Санта-Рита
20. Санта-Роса-де-Копан
21. Тринидад-де-Копан
22. Флорида
23. Эль-Параисо